# Live! Bootleg
Live! Bootleg uživo je album američke hard rock skupine Aerosmith koji izlazi u listopadu 1978.g.
MAterijal na albumu sadrži se od koncertnih izvedbi tijekom 1977. i 1978. godine, a između ostalih skladbi nalaze se i cover verzije "I Ain't Got You" i "Mother Popcorn" (James Brown), snimljene tijekom radio emisije u Bostonu 20. ožujka 1973.g.
Live! Bootleg objavljuje se lošoj produkciji bootleg (audio kazeta) formata, na kojemu se nalazi skladba "Draw the Line" ali se ne pojavljuje nigdje na popisu pjesama. Materijal također sadrži prvu Aerosmithovu obradu Beatlesove skladbe "Come Together" (koju oni izvode u filmu Sgt. Pepper's Lonely Hearts Club Band) i pjesmu "Chip Away the Stone" koju je napisao Richard Supa (studijska verzija skladbe kasnije izlazi na kompilacijskom albumu Gems.

## Popis pjesama
1. "Back in the Saddle" (Steven Tyler, Joe Perry) – 4:25
  - Indianapolis, Indiana, 4. srpnja 1977.
2. "Sweet Emotion" (Tyler, Tom Hamilton) – 4:42
  - Chicago, 23. ožujka 1978.
3. "Lord of the Thighs" (Tyler) – 7:18
  - Chicago, IL, 23. ožujka 1978.
4. "Toys in the Attic" (Tyler, Perry) – 3:45
  - Boston, Massachusetts, 28. ožujka 1978.
5. "Last Child" (Tyler, Brad Whitford) – 3:14
  - The Paradise Club, Boston, 09. kolovoza 1978.
6. "Come Together" (John Lennon, Paul McCartney) – 4:51
  - The Wherehouse, Waltham, 21. kolovoza 1978.
7. "Walk This Way" (Tyler, Perry) – 3:46
  - Detroit, Michigan, 2. travnja 1978.
8. "Sick as a Dog" (Tyler, Hamilton) – 4:42
  - Indianapolis, 4. srpnja 1977.
9. "Dream On" (Tyler) – 4:31
  - Louisville, 3. srpnja 1977.
10. "Chip Away the Stone" (Richard Supa) – 4:12
  - The Santa Monica Civic Auditorium, Santa Monica, 8. travnja 1978.
11. "Sight for Sore Eyes" (Tyler, Perry, Jack Douglas, David Johansen) – 3:18
  - Columbus, 24. veljače 1978.
12. "Mama Kin" (Tyler) – 3:43
  - Indianapolis, 4. srpnja 1977.
13. "S.O.S. (Too Bad)" (Tyler) – 2:46
  - Indianapolis, 04. srpnja 1977.
14. "I Ain't Got You" (Calvin Carter)[1][2] – 3:57
  - Pall's Mall, Boston, 23. travnja 1973.; WBCN-FM radio prijenos
15. "Mother Popcorn"/"Draw the Line" [*] (James Brown, Pee Wee Ellis)/(Tyler, Perry) – 11:35
  - Pall's Mall, Boston, 23. travnja 1973.; WBCN-FM radio prijenos
16. "Train Kept A-Rollin'"/"Strangers in the Night" (Tiny Bradshaw, Howard Kay, Lois Mann)/(Bert Kaempfert, Charlie Singleton, Eddie Snyder) – 4:51
  - Detroit, Michigan, 2. travnja 1978.

[*] Skladba "Draw the Line" nije na popisu pjesama ali se nalazi na albumu kao zadnja pjesma iza skladbe "Mother Popcorn".

## Osoblje
Aerosmith
- Tom Hamilton - bas-gitara, gitara u skladbi "Sick as a Dog"
- Joey Kramer - bubnjevi
- Joe Perry - gitara, prateći vokali, udaraljke, bas u skladbi "Sick as a Dog"
- Steven Tyler - prvi vokal, usna harmonika
- Brad Whitford - gitara

Gostujući glazbenici
- Mark Radice - klavijature, prateći vokali
- David Woodford - saksofon

Ostalo osoblje
- Producent: Aerosmith, Jack Douglas
- Izvršni producent: David Krebs, Steve Leber
- Projekcija: Jay Messina
- Direkcija: Aerosmith, David Krebs, Steve Leber
- Aranžer: Aerosmith, Jack Douglas, David Hewitt
- Art supervizor: Joel Zimmerman
- Dizajn: Ken Fredette, Lisa Sparagano
- Fotografija: Jimmy Ienner, Jr., Barry Levine, Ron Pownall, Aaron Rapoport, Steve Smith

## Top lista
Album - Billboard (Sjeverna Amerika)
| Godina | Top lista  | Pozicija |
| ------ | ---------- | -------- |
| 1979.  | Pop Albums | #13      |

Singlovi - Billboard (Sjeverna Amerika)
| Godina | Singl                 | Top lista   | Pozicija |
| ------ | --------------------- | ----------- | -------- |
| 1979.  | "Chip Away The Stone" | Pop Singles | #77      |

## Certifikat
| Organizacija | Naklada    | Datum               |
| ------------ | ---------- | ------------------- |
| RIAA - SAD   | Zlatni     | 31. listopada 1978. |
| RIAA - SAD   | Platinasti | 26. prosinca 1978.  |

## Vanjske poveznice
- Live Bootleg - MusicBrainz
- discogs.com - Aerosmith - Live! Bootleg